# マーヴィン・トゥチェット (第4代キャッスルヘイヴン伯爵)
第4代キャッスルヘイヴン伯爵マーヴィン・トゥチェット（英語: Mervyn Tuchet, 4th Earl of Castlehaven、1686年11月2日没）は、アイルランド貴族。

## 生涯
第2代キャッスルヘイヴン伯爵マーヴィン・トゥチェットと1人目の妻エリザベス・バーナム（Elizabeth Barnham、ベネディクト・バーナムの娘）の息子として生まれた。
1684年10月11日に兄ジェームズが死去すると、キャッスルヘイヴン伯爵の爵位を継承した。
1686年11月2日に死去、息子ジェームズが爵位を継承した。

## 家族
メアリー・タルボット（Mary Talbot、1711年3月15日埋葬、第10代シュルーズベリー伯爵ジョン・タルボットの娘）と結婚して、2男3女をもうけた。
- ジェームズ（1700年没） - 第5代キャッスルヘイヴン伯爵
- ジョン - エリザベス・サヴィル（Elizabeth Savile、初代サセックス伯爵トマス・サヴィル（英語版）の娘）と結婚、1女をもうけた
- エレノア（Eleanor） - 第4代準男爵サー・ヘンリー・ウィングフィールドと結婚、子供あり
- メアリー - 生涯未婚
- アン - 生涯未婚